# Alamo, Nova Mehika
Alamo je naselje, ki leži v okrožju Socorro, ki leži v dolini reke Rio Grande v ameriških zvezni državi Nova Mehika. 
Leta 2000 je naselje imelo 1.183 prebivalcev in 102,7 km² površine (naselje nima nobenih vodnih površin).